# Język lole
Język lole (a. loleh), także ba’a (a. baä) – język austronezyjski używany w prowincji Małe Wyspy Sundajskie Wschodnie w Indonezji, w zachodnio-środkowej części wyspy Roti (Rote). Według danych z 2002 roku posługuje się nim 20 tys. osób.
Dzieli się na dialekty: północny, południowy, ba’a. 
Jeden z języków rote. Bywa włączany pod pojęcie języka roti (rote).
Według Ethnologue jest używany przez wszystkich członków społeczności, w różnych sferach życia. W użyciu są też języki indonezyjski i malajski Kupangu.
W piśmiennictwie stosuje się alfabet łaciński.